# Acanthogyrus holospinus
Acanthogyrus holospinus är en hakmaskart som först beskrevs av Nibedita Sen 1937.  Acanthogyrus holospinus ingår i släktet Acanthogyrus och familjen Quadrigyridae. Inga underarter finns listade i Catalogue of Life.